# Orogenesi
     Scudo
     Tavolato
     Orogene
     Bacino
     Grande provincia ignea
     crosta estesa
     0–20 Ma
     20–65 Ma
     >65 Ma

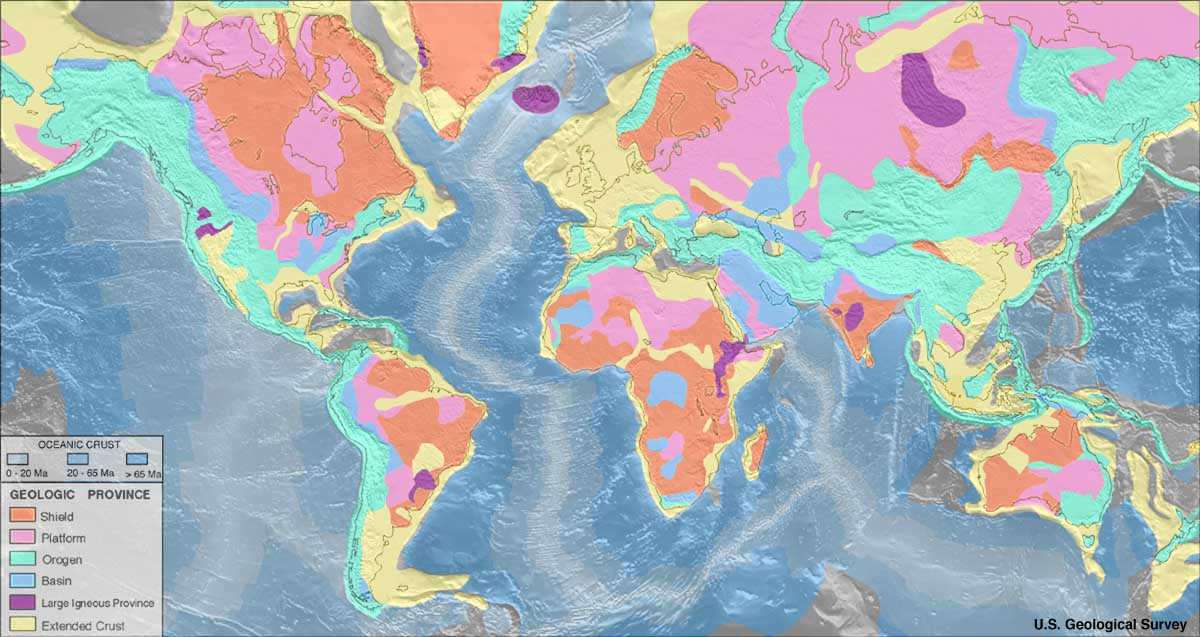
Mappa delle Province geologiche:
Crosta continentale
Scudo
Tavolato
Orogene
Bacino
Grande provincia ignea
crosta estesa
Crosta oceanica (secondo l'età)
0–20 Ma
20–65 Ma
>65 Ma

L'orogenesi (dal greco antico ὄρος?, "rilievo, montagna" e γένεσις, "origine, causa produttiva") indica in geologia il processo di formazione di un rilievo montuoso. Nel linguaggio geologico, il termine si riferisce alla formazione degli orogeni, derivanti da masse rocciose che hanno subito una deformazione tettonica, per prevalenza di spinte laterali, arrivando ad impilarsi creando una catena montuosa.

## Dinamica della crosta terrestre

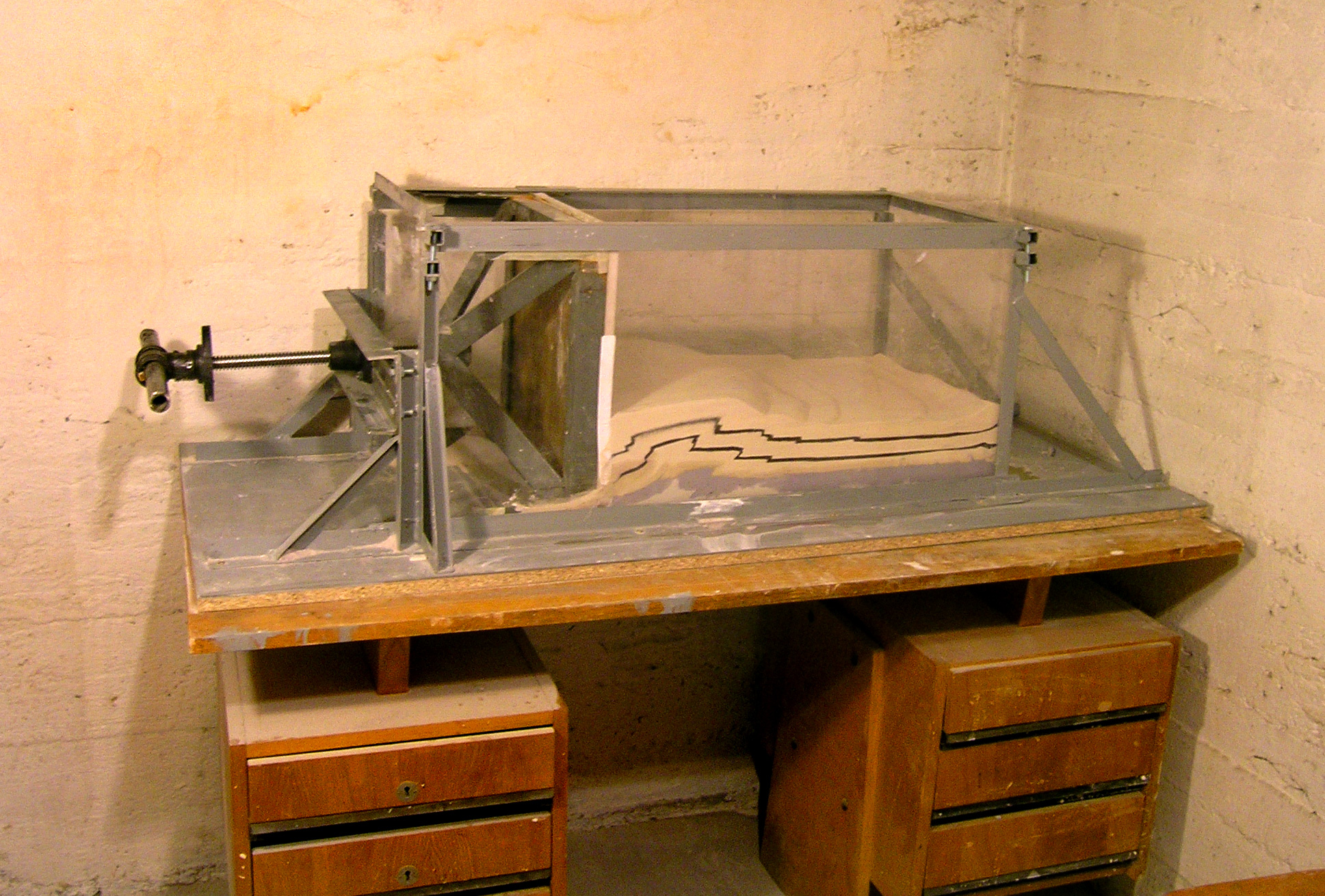
Simulazione in laboratorio della formazione di pieghe per spinta tangenziale

Le rocce che compongono la crosta continentale non possono essere subdotte nel mantello data la loro densità inferiore; per questo motivo, durante uno scontro fra placche, sono deformate ed impilate sulla superficie a formare le catene rocciose.
L'orogenesi più recente (denominata Alpino-Himalayana) non si è ancora conclusa e le fasce di crosta in cui si è manifestata mostrano le tracce di un'intensa attività geologica, come vulcanismo, sismicità, rilievi accentuati e in forte erosione. Le fosse tettoniche sono depressioni allungate prodotte da movimenti di distensione che provocano la formazione di sistemi di faglie parallele e l'abbassamento dei blocchi di crosta fra esse compresi.
I margini continentali possono essere passivi o attivi. Quelli attivi coincidono con i margini di una placca tettonica e sono altamente instabili perché sottoposti a compressione o subduzione; quelli passivi sono lontani dai margini di placca e segnano il limite tra un continente ed un oceano appartenenti alla stessa placca.

## I fenomeni orogenetici

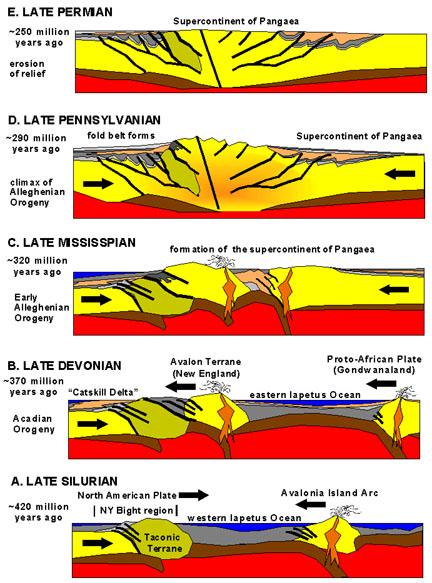
Schema dell' orogenesi appalachiana

Una catena montuosa si può formare fondamentalmente in due situazioni differenti:
- Quando vi è subduzione di litosfera oceanica lungo un margine continentale: si forma una catena montuosa formata prevalentemente da rocce magmatiche intrusive ed effusive prodotte dalla solidificazione del magma proveniente dalla subduzione delle zolle.
- Quando due continenti entrano in collisione può verificarsi un fenomeno di subduzione o collisione: una delle due zolle scivola sopra l'altra e le rocce risultanti sono prevalentemente sedimentarie.

Ai due meccanismi che spiegano la nascita di una catena montuosa in termini di subduzione e collisione, se ne possono aggiungere altri due (l'obduzione e l'accrezione) i quali sono in grado di spiegare la presenza di grandi masse ofiolitiche o la giustapposizione di blocchi diversi fra loro (per struttura, composizione o età) negli orogeni.

## Sistema orogenico
L'analisi di un orogeno permette di riconoscere una zonazione della crosta terrestre in funzione della posizione del settore crostale indagato rispetto alla catena montuosa; questa zonazione è normalmente indicata come sistema catena-avanfossa-avampaese.
L'avanfossa è un'area depressa antistante la catena montuosa e verso cui convergono le pieghe o falde delle rocce deformate costituenti la catena montuosa; costituisce una zona subsidente, di forte accumulo sedimentario sin-post orogenetico, composto da sedimenti "molassici" che derivano dallo smantellamento per veloce erosione delle rocce della catena montuosa in fase di innalzamento.
L'avampaese è l'area indisturbata dal corrugamento orogenico; si trova in posizione antistante l'avanfossa ed è costituita dalla medesima successione, o dalla sua naturale transizione laterale, delle rocce che nell'avanfossa costituiscono il basamento su cui si depongono i sedimenti molassici.
Talora nella descrizione del sistema viene anche introdotta l'area di retrocatena, che rappresenta l'area vicina alla catena montuosa e simmetricamente opposta all'avanfossa; solitamente la zona di retrocatena è caratterizzata da tettonica distensiva con possibili eventi vulcanici.

## Principali orogenesi
Le principali orogenesi che sono avvenute a partire dal Paleozoico sono quattro:
- Orogenesi, avvenuta nel Paleozoico  500 milioni di anni fa, diede origine alla Penisola Scandinava e alle alture del Volga, in Russia:quest'area è chiamata Scudo Baltico-Sarmatico ed è ormai solo  leggermente ondulata, a causa dei fenomeni di erosione che ha subito.
- Orogenesi caledoniana, avvenuta nel Paleozoico si verificò circa 400 milioni di anni fa : la spinta della placca americana contro quella europea causò la formazione delle Alpi Scandinave, sul versante atlantico della penisola, con picchi che superano i 2000m, e delle montagne di Irlanda e Gran Bretagna, come i Monti Pennini e Grampiani e le scozzesi Highlands: si tratta di montagne poco elevate, coperte da una bassa vegetazione di arbusti.
- Orogenesi ercinica, avvenuta nel Paleozoico 300 milioni di anni fa, formò invece il Massiccio Centrale in Francia caratterizzato da formazioni vulcaniche chiamate puys e da altipiani calcarei profondamente erosi.Sempre in questa fase si formarono le catene del Giura e dei Vosgi, tra Francia, Svizzera, e Germania, la Selva Nera in Germania, i Sudeti al confine con la Repubblica Ceca, i Monti Metalliferi e i Tatra più a oriente e infine gli Urali, a est della pianura russa; si tratta di rilievi isolati e di modesta altezza, con un'altitudine media di 1000m.
- Orogenesi alpino-himalayana, si verificò tra i 60 e i 2 milioni di anni fa, con la pressione della placca africana sul continente europeo, e portò alla formazione delle catene dell'Europa meridionale; si tratta di un sistema montuoso molto ampio, formato da una lunga serie di catene e massicci, interrotti da vallate e passi: comincia a Ovest con Sierra Nevada, Cordigliera Betica e Monti Cantabrici in Spagna; procede con i Pirenei che separano la Spagna dalla Francia, e continua in Italia con le Alpi per poi diramarsi a Nord con Alpi Transilvaniche e Carpazi tra Repubblica Ceca e Romania, e verso Sud con gli Appennini in Italia, Alpi Dinariche, Monti del Pindo e Balcani nella Penisola Balcanica e infine il Caucaso, tra mar Nero e Mar Caspio:qui sorge il Monte Elbrus(5642m), la vetta più alta d'Europa. Queste catene sono le più giovani d'Europa e, di conseguenza, le più aguzze ed elevate.